# Juan José Larrañeta Olleta
Juan José Larrañeta Olleta (ur. 13 marca 1941 w Villava) – hiszpański duchowny rzymskokatolicki posługujący w Peru, w latach 1980-2006 wikariusz apostolski Puerto Maldonado.

## Życiorys
Święcenia kapłańskie przyjął 11 kwietnia 1965. 10 kwietnia 1976 został mianowany biskupem pomocniczym Puerto Maldonado ze stolicą tytularną Marazanae Regiae. Sakrę biskupią otrzymał 20 czerwca 1976. 26 kwietnia 1986 objął urząd ordynariusza. W latach 2002-2008 był sekretarzem generalnym Konferencji Episkopatu Peru. 2 lutego 2008 zrezygnował z urzędu.